# Hans-Bodo von Alvensleben-Neugattersleben

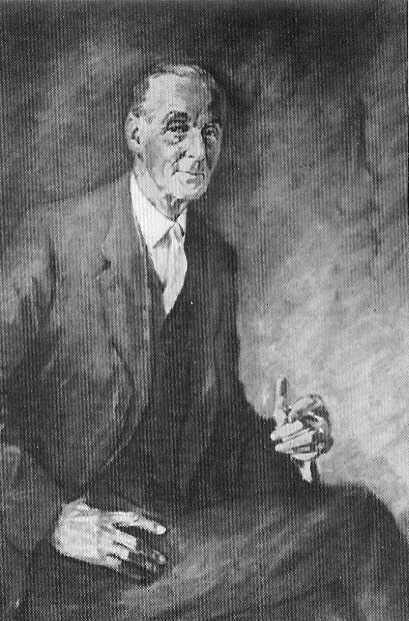
Hans-Bodo von Alvensleben-Neugattersleben

Hans Bodo von Alvensleben-Neugattersleben (Neugattersleben, 18 ottobre 1882 – Francoforte sul Meno, 3 ottobre 1961) è stato un politico tedesco.

## Biografia
Apparteneva ad una nobile famiglia della Prussia, i conti von Alvensleben, ma apparteneva ad una ramo secondario della famiglia, i von Alvensleben-Neugattersleben, che però come i componenti del ramo originario possedevano il titolo comitale; suo padre, il conte Werner von Alvensleben-Neugattersleben, si era anche convertito al cattolicesimo con tutta la famiglia.
Hans frequentò il ginnasio di Dillenburg e poi l'Università di Bonn il corso di storia dell'arte e poi il corso di biologia del professore Jakob Johann von Uexküll, mentre durante la prima guerra mondiale servì come ufficiale, prima sottotenente e poi tenente in un reggimento di cavalleria sul fronte occidentale combattendo la Prima Battaglia di Le Mans e poi combatté con gli austriaci sul fronte italiano in Trentino.
Prima della Prima Guerra Mondiale aveva seguito in missione diplomatica il fratello Gustav Konstantin von Alvensleben a Vancouver in Canada. Quando si scatenò la Rivoluzione di Novembre, il conte von Alvensleben, capitano di cavalleria, difese con i suoi uomini il Palazzo Reale di Berlino dagli attacchi della folla inferocita e presenziò con Maximilian di Baden l'atto di abdicazione di Guglielmo II, la cui moglie, Augusta Vittoria di Schleswig-Holstein-Sonderburg-Augustenburg, poche ore prima della perdita del trono, lo nominò ufficiale della Croce di Ferro.
Durante l'epoca della Repubblica di Weimar servì prima nei Freikorps di destra e poi nella Reichswehr come maggiore e poi come colonnello, divenendo comandante militare della Vestfalia.
Quando Paul von Hindenburg prese il potere in Germania, von Alvensleben ricevette dal barone Wilhelm von Gayl la presidenza del Club Aristocratico di Berlino, che rimase il punto di incontro dell'antica nobiltà decaduta tedesca. Inizialmente vide di buon occhio l'avvento di Adolf Hitler, credendolo un ritorno alle antiche origini prussiane, fu eletto deputato al Reichstädt e membro del Partito Popolare Tedesco-Nazionale e si mise in contatto con un amico di von Papen, Wilhelm von Ketteler, che lo avvicinò alle correnti conservatrice dell'epoca, uno dei cui massimi esponenti era Herbert Rudolf von Bismarck.
Rimasto disgustato dal bagno di sangue della Notte dei lunghi coltelli (durante la quale vennero assassinati anche due suoi amici, l'ex politico von Schleicher e il generale Ferdinand von Bredow), dall'illegalità e brutalità delle SS, dallo sfruttamento che Hitler faceva dei militari della Wehrmacht, dallo sviluppo terribile delle leggi razziali, delle quali lo mise al corrente lo stesso von Ketteler, disilluso dal partito nazista, fecero sì che il presidente del Club Aristocratico si staccasse completamente da ogni parte del partito di Hitler, e invece, grazie ad un agente dell'Abwehr, l'organo militare antinazista per eccellenza e diretto dall'ammiraglio Canaris e da Oster, Rochus von Rheinbaben, in un gruppo di diplomatici tedeschi del Ministero degli Interni, Erich Kordt, Ernst von Weizsäcker, Friedrich von Berg, che operavano come agenti interni dell'Abwehr contro i nazisti.
Durante la seconda guerra mondiale, cooperò con un ufficiale dello Luftwaffe, Horst Julius Treusch von Buttlar-Brandefels, per il fallimento delle operazioni militari contro l'Inghilterra in Bretagna, sulla Manica; nonostante questo importante ruolo militare, von Alvensleben accettò il ruolo di ambasciatore in Paraguay prima e poi in Brasile.
Quando la Germania fu divisa in due, von Alvensleben fuggì nella  Germania occidentale, dove fu eletto deputato per i conservatori al Parlamento di Bonn; fu un vivace oppositore della spartizione della Germania.